# Bala Mahalleh-ye Nalkiashar
 (mai 2019).
Bala Mahalleh-ye Nalkiashar (en persan بالامحله نالكياشر, aussi romanisé Bālā Mahalleh-ye Nālkīāshar) est un village du district rural de Divshal, dans le district central de la préfecteure de Langrud, dans la province de Guilan, en Iran. Au recensement de 2006, sa population était de 212 personnes, réparties dans 69 familles.